# Abraham Siegel

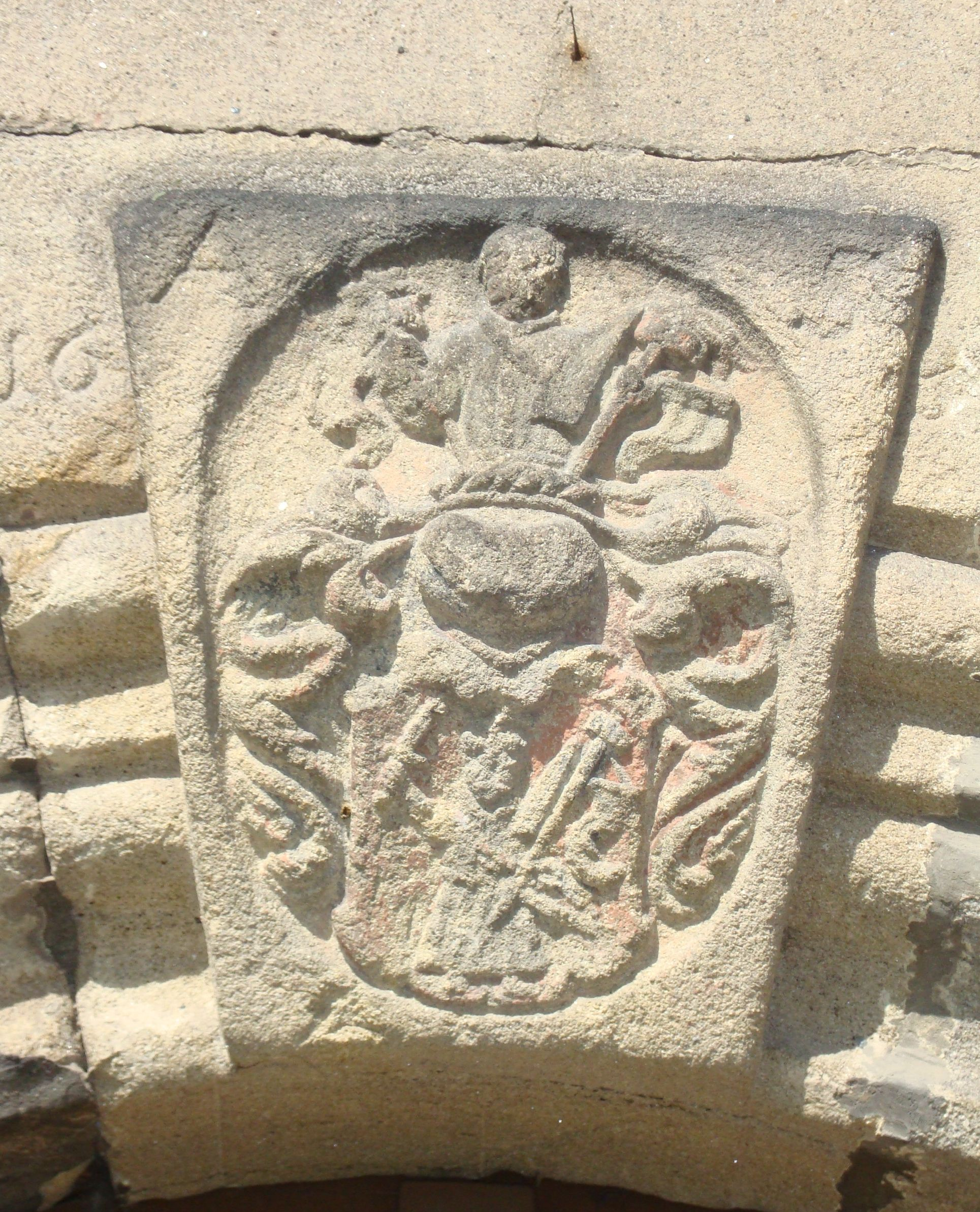
Wappen von Abraham Siegel am Hammerherrenhaus in Wolfsgrün

Abraham Siegel (* 2. Dezemberjul. / 12. Dezember 1630greg. in Schönheide; † 20. Maijul. / 30. Mai 1682greg. in Wolfsgrün) war ein frühneuzeitlicher deutscher Unternehmer. Er war Berg-, Erb- und Hammerherr zu Wolfsgrün (ursprünglich Oberblauenthal genannt), wo er den Blechhammer besaß, und zu Ellefeld, wo er nach 1676 einen Messinghammer betrieb. Zeitweilig war er auch Besitzer von Schönheiderhammer.

## Leben
Der älteste Sohn von Jeremias Siegel, der Hammerherr zu Schönheiderhammer und Wolfsgrün war, und der Barbara Siegel (1600–1669), der Tochter des Elterleiner Stadtrichters und Hammerherrn Caspar Siegel und Enkelin des Hammerherrn Michael Siegel in Mittweida, übernahm das elterliche Hammerwerk in Oberblauenthal, während sein jüngerer Bruder Heinrich den Schönheiderhammer erhielt. Nach dem Tod seines Bruders ohne Hinterlassung von leiblichen Erben im Jahre 1671 übernahm er auch den Schönheiderhammer, der sich zu einem der bedeutendsten Hämmer des Westerzgebirges etabliert hatte.
Im Jahre 1666 erwarb Abraham Siegel vom Amt Schwarzenberg die Konzession zum Bau eines Brauhauses auf seinem Hammerwerk in Wolfsgrün. Das dort gebraute Bier wurde in der Hammerschenke konsumiert.
Am 25. Mai 1682 wurde Abraham Siegel in Eibenstock beigesetzt. Die auf ihn gehaltene Leichenpredigt erschien als Druckschrift. Darin wird er zum Zeitpunkt seines Todes 1682 als ältester und berühmter Berg- und Hammerherr der sächsischen Erzgebirges bezeichnet.
Abraham Siegel war seit 1654 mit Christina Siegel verheiratet. Diese war die Tochter von Melchior Haugk (1601–1668) aus Niederauerbach. Ihr ältester Sohn Heinrich Siegel (1656–1689) führte die Hammerwerke weiter. Der gleichnamige Sohn Abraham Siegel starb bereits 1671 und dessen 1663 geborener Bruder Gotthard 1667. Ihre Tochter Barbara Siegel heiratete im Jahre 1677 in der Stadt Uebigau den dortigen Pfarrer Salomon Stepner.
Es existieren einige gedruckte historische Quellen zu Siegel: eine Gelegenheitsschrift zur Hochzeit mit Christine Siegel geb. Hauck (Göpner, Zwickau 1654), bei der als Verfasser „etliche bekante und unbekante Freunde“ firmieren, eine Leichenpredigt für seinen Sohn Abraham, verfasst vom Diakon der Eibenstocker Kirchen David Richter (Ebel, Zwickau 1671), sowie eine Leichenpredigt für ihn selbst (von Christoph Schindler, Pfarrer zu Eibenstock; Nicolai, Annaberg 1682).

## Quelle
- Christoph Schindler: Des weyland Wohl-Ehrenvesten / Hoch-Achtbarn und Wohl-Fuernehmen Herrn Abraham Siegels / Erbsassen auff Wolffersgruener Blech- und Ellefelder Meßing-Haemmern / eines [...] In Churfuerstl. Saechs. Ertz-Gebuerge aeltesten und beruehmten Bergk- und Hammer-Herrns / Wohlbeschicktes Seelen-Hauß / Aus den 28. cap. Esaiae vers. 1.2.3. desselben [...] Leichbestattung / als er den 20. Maii [...] eingeschlaffen / und folgends am Festtage der Himmelfahrt Christi / war der 25. Maii Anno 1682. in sein Erb-Begraebniß / auffn Gottes-Acker zu Eibenstock eingesencket wurde / Einfaeltig vorgestellet / und ... zum Druck ausgefertiget, Annaberg, 1682.